# Milano... difendersi o morire
Milano... difendersi o morire è un film italiano del 1978 diretto da Gianni Martucci.

## Trama
Pino Scalise, un giovane siciliano che ha appena scontato sei anni di prigione per rapina, si stabilisce a Milano, presso uno zio. Recatosi con un equivoco amico presso una casa d'appuntamenti, scopre che sua cugina Marina è stata plagiata e costretta a prostituirsi dalla banda di un boss del luogo, Don Ciccio. Decide quindi di attivarsi, allo scopo di fare uscire la ragazza dal giro.
Il commissario Morani, sicuro che l'ex detenuto tornerà nel giro dell'organizzazione criminale, gli concede la patente di guida con la speranza che lo stesso lo conduca in mezzo ai loschi traffici di Don Ciccio. Questi, infatti, ben presto ricatta Pino che nel frattempo per mezzo dello zio ha ottenuto il posto di autista per una ditta di fiori artificiali, si trova costretto a guidare un autocarro sul quale Don Ciccio lo ha obbligato a caricare della droga. Prima che il carico passi la frontiera della Svizzera, la polizia lo intercetta e Morani, mettendosi a fianco di Pino, divenuto ormai un informatore della Polizia, smaschera con lui la banda di Don Ciccio.

## Distribuzione
In Germania Ovest fu messo in distribuzione solo alcuni anni dopo, a partire dal 10 luglio 1981.

### Edizioni home video
La versione home video è stata distribuita dalla Rex Films Home Video. In alcune copie la regia è firmata George Hilton.
Oltre all'edizione greca in VHS della Rex Films Home Video, il film è uscito in videocassetta in Italia per Avofilm.

## Accoglienza

### Incassi
Milano... difendersi o morire venne distribuito nel circuito cinematografico italiano il 5 febbraio 1978 ed incassò 593.395.110 lire dell'epoca.

### Critica
Per il Morandini la vicenda del commissario Morani impegnato a ricredersi sul conto di un ex carcerato è trattata internamente a un "filmaccio poliziottesco con violenza ed erotismo a buon mercato".
Secondo Il Messaggero del 1º luglio 1978 il film - "irrealistico e a volte melodrammatico" - evita "di cadere nei qualunquistici richiami all'ordine", salvandosi "sul piano spettacolare".
Di diversa opinione il Corriere della Sera che, a firma di Leonardo Autera, definì il film in una recensione del 2 luglio 1978 "un impasto indigesto di luoghi comuni tratti dai più squallidi e melodrammatici fumetti d'azione".
Ritenuto "raffazzonato" a causa di una regia non sufficientemente all'altezza, realizzato con "estrema indigenza di mezzi e senza un minimo di tensione", il film combina - a parere di questa critica - "motivi patetici, esplosioni di violenza e intermezzi erotici in una stereotipata e anonima ambientazione che con Milano ha ben poco da spartire essendo stato girato per gran parte a Cologno Monzese".

Analogamente criticato è il lavoro svolto sui personaggi, "tagliati con l'accetta" e comunque tali "da scoraggiare anche interpreti meno sprovveduti di quelli prescelti".

## Curiosità
Il film è citato nel documentario del 2005 di David Gregory Ban the Sadist Videos!.